# Asperaxis
Asperaxis is een geslacht van neteldieren uit de klasse van de Anthozoa (bloemdieren).

## Soort
- Asperaxis karenae Alderslade, 2007